# Tomaž Klepač
Tomaž Klepač, slovenski pevec in radijski voditelj * 8. maj 1973.

## Biografija

### Glasbena pot
Bil je član koprske rock skupine Delirium, s katero so posneli albuma Zakaj (1994) in Delirium (1998), od leta 2012 (zametki zasedbe sicer segajo v leto 2010) pa je frontman in kitarist benda Sixtynine. 29. februarja 2016 si izdali svoj prvenec You Are Me. V duetu z Aleksandro Črmelj je posnel himno za Euro 2004 z naslovom »Naša moč«, ki je bila prirejena za evropsko rokometno prvenstvo 2012 v Srbiji kot »Naša moč je v rokah«. 2015 je z Iztokom Gustinčičem, nekdanjim pevcem Sons, nastopil na Melodijah morja in sonca z »Malo za hec, malo zares«; osvojila sta 2. mesto.

### Radio
Bil je dolgoletni sodelavec Radia Capris, kjer je od leta 1994 vodil nedeljski jutranji program. V njegovi domeni so bili tudi jutranji program nasploh (Kikiriki), otroške vsebine − je soavtor mnogih otroških oddaj in tudi sicer se je veliko ukvarjal z animacijo otrok ter nastopal v predstavah zanje − in oddaje o rock glasbi. Na radiu je bil tudi urednik, producent oglasov in radijskih jinglov ter tonski tehnik. Leta 2008 je njegov sovoditelj v jutranjem programu postal Iztok Gustinčič, s katerim sta po šestih letih (jeseni 2014) prestopila na Radio 1, kjer vodita popoldanski program med 15. in 18. uro (KinG popoldan). Klepač je slovel tudi po likih, ki jih je igral in oponašal, izmed katerih je najbolj izstopal Bruno (Brunič Brezbal). Z Gustinčičem sta bila kot lika Bruno in Giordano nominirana za viktorja za naj radijsko osebnost v letu 2009. Okrog likov je nastala predstava Bruno in Giordano v kvizu »Lepo je biti star«, ki je premiero doživela leta 2011 v režiji Samante Kobal. Ukvarja se tudi z organizacijo in vodenjem družabnih prireditev.

### Znan obraz ima svoj glas
Širši slovenski javnosti − pred tem je bil znan predvsem na Primorskem − je postal znan kot tekmovalec in končni zmagovalec 1. sezone Znan obraz ima svoj glas.
| #   | Preobrazba      | Pesem                  |
| --- | --------------- | ---------------------- |
| 1.  | Axl Rose        | Sweet Child o' Mine    |
| 2.  | Cher            | Shoop Shoop Song       |
| 3.  | Daniel Popović  | Đuli                   |
| 4.  | Robbie Williams | Let Me Entertain You   |
| 5.  | Rafko Irgolič   | Moj črni konj          |
| 6.  | Ozzy Osbourne   | Dreamer                |
| 7.  | Johnny Cash     | Ring of Fire           |
| 8.  | Scorpions       | Wind of Change         |
| 9.  | James Brown     | I Feel Good            |
| 10. | Iggy Pop        | Candy                  |
| 11. | Louis Armstrong | What a Wonderful World |
| 12. | Andrea Bocelli  | Con te partiro         |

## Zasebno življenje
Mama je Primorka, oče pa pol Štajerec, pol Korošec. Njegova sestra je teniška igralka Andreja Klepač, druga sestra Mojca pa je bila odbojkarica in kapetanka ženske odbojkarske reprezentance in mlajši brat Matej Teo, natakar v kavarni Triglav. Poročen je z vizažistko, maskerko in inštruktorico obrazne joge Barbaro Lenček Klepač, s katero imata sina Jureta in hčer Ano. Živijo v Predloki.

## Nastopi na glasbenih festivalih

#### Melodije morja in sonca
- 2015: Malo za hec, malo zares (Marino Legovič - Leon Oblak - Marino Legovič) - z Gustinčičem (2. mesto)
- 2017: Moje oči (Tomaž Klepač - Tomaž Klepač - Tomaž Klepač, Iztok Gustinčič, Jan Baruca) - z Gustinčičem (5. mesto)